# Kreisgericht Gotha (Herzogtum Sachsen-Coburg und Gotha)
Das Kreisgericht Gotha war von 1858 bis 1879 ein Gericht im Herzogtum Sachsen-Coburg und Gotha.

## Geschichte
1858 erfolgte die Trennung der Rechtsprechung von der Verwaltung. An der Spitze des Instanzenzuges stand weiterhin das Oberappellationsgericht Jena. Darunter stand das Appellationsgericht Gotha (ab 1863: Appellationsgericht Eisenach), dem zwei Kreisgerichte (Kreisgericht Coburg und Kreisgericht Gotha) und darunter Justizämter zugeordnet waren. Für das Kreisgericht Gotha waren dies:
| Gericht                 | Ort               | Anmerkungen |
| ----------------------- | ----------------- | ----------- |
| Stadtgericht Gotha      | Gotha             |             |
| Justizamt Gotha         | Gotha             |             |
| Justizamt Tenneberg     | Schloss Tenneberg |             |
| Justizamt Georgenthal   | Georgenthal       |             |
| Justizamt Ohrdruf       | Ohrdruf           |             |
| Justizamt Tonna         | Tonna             |             |
| Justizamt Liebenstein   | Liebenstein       |             |
| Justizamt Thal          | Thal              |             |
| Justizamt Ichtershausen | Ichtershausen     |             |
| Justizamt Wangenheim    | Friedrichswerth   |             |
| Justizamt Zella         | Zella             |             |
| Justizamt Volkenroda    | Volkenroda        |             |
| Justizamt Nazza         | Nazza             |             |

Mit den Reichsjustizgesetzen wurde diese Gerichte 1879 aufgehoben und einheitlich Oberlandesgerichte, Landesgerichte und Amtsgerichte geschaffen. In Gotha entstand so das Landgericht Gotha.

## Aufgaben
Das Kreisgericht war für die Aufsicht der Justizämter zuständig und bearbeitete Beschwerden gegen deren Entscheidungen. Ansonsten war es Gericht erster Instanz in Zivilsachen.
In Strafsachen wurde ein Einzelrichter des Kreisgerichtes bei leichten Strafsachen („Übertretungen“) tätig. Bei Vergehen und Verbrechen war das Kreisgericht als Untersuchungsgericht tätig, bei Vergehen auch als Spruchkammer. Verbrechen wurden durch Geschworenengerichte am Ort des Kreisgerichtes entschieden.

## Zusammensetzung
Das Kreisgericht bestand aus dem Kreisrichter als Vorsitzendem und Kreisgerichtsräten oder -Assessoren als weitere Richter. Bei Bedarf konnten Ergänzungsrichter benannt werden.